# 跨下彎角介
跨下彎角介（学名：Loxocorniculum pufukuashia）为彎貝介科彎角介屬下的一个种。